# Lijst van voetbalinterlands Argentinië - Frankrijk
Deze lijst van voetbalinterlands is een overzicht van alle officiële voetbalwedstrijden tussen de nationale teams van Argentinië en Frankrijk. De landen speelden tot op heden dertien keer tegen elkaar. Het eerste duel, een groepswedstrijd tijdens het Wereldkampioenschap voetbal 1930, werd gespeeld in Montevideo (Uruguay). De laatste ontmoeting, de finale van het Wereldkampioenschap voetbal 2022, vond plaats op 18 december 2022 in Lusail (Qatar).

## Wedstrijden
| №  | Plaats        | Datum            | Competitie        | Wedstrijd              | Uitslag |
| -- | ------------- | ---------------- | ----------------- | ---------------------- | ------- |
| 1  | Montevideo    | 15 juli 1930     | WK 1930           | Frankrijk – Argentinië | 0 – 1   |
| 2  | Parijs        | 3 juni 1965      | Vriendschappelijk | Frankrijk – Argentinië | 0 – 0   |
| 3  | Buenos Aires  | 8 januari 1971   | Vriendschappelijk | Argentinië – Frankrijk | 3 – 4   |
| 4  | Mar del Plata | 13 januari 1971  | Vriendschappelijk | Argentinië – Frankrijk | 2 – 0   |
| 5  | Salvador      | 25 juni 1972     | Vriendschappelijk | Argentinië – Frankrijk | 0 – 0   |
| 6  | Parijs        | 18 mei 1974      | Vriendschappelijk | Frankrijk – Argentinië | 0 – 1   |
| 7  | Buenos Aires  | 26 juni 1977     | Vriendschappelijk | Argentinië – Frankrijk | 0 – 0   |
| 8  | Buenos Aires  | 6 juni 1978      | WK 1978           | Argentinië – Frankrijk | 2 – 1   |
| 9  | Parijs        | 26 maart 1986    | Vriendschappelijk | Frankrijk – Argentinië | 2 – 0   |
| 10 | Saint-Denis   | 7 februari 2007  | Vriendschappelijk | Frankrijk – Argentinië | 0 – 1   |
| 11 | Marseille     | 11 februari 2009 | Vriendschappelijk | Frankrijk – Argentinië | 0 – 2   |
| 12 | Kazan         | 30 juni 2018     | WK 2018           | Frankrijk – Argentinië | 4 – 3   |
| 13 | Lusail        | 18 december 2022 | WK 2022           | Argentinië – Frankrijk | 3 − 3   |

## Samenvatting
| Competitie        | Totaal gespeeld | Winst Argentinië | Gelijk | Winst Frankrijk | Doelsaldo Argentinië – Frankrijk |
| ----------------- | --------------- | ---------------- | ------ | --------------- | -------------------------------- |
| WK-eindronde      | 4               | 2                | 1      | 1               | 9 − 8                            |
| Vriendschappelijk | 9               | 4                | 3      | 2               | 9 − 6                            |
| Totaal            | 13              | 6                | 4      | 3               | 18 − 14                          |

Wedstrijden bepaald door strafschoppen worden, in lijn met de FIFA, als een gelijkspel gerekend.

## Details

### Tweede ontmoeting
| Vriendschappelijk (Parijs, Frankrijk, 3 juni 1965): |       |            |
| Frankrijk                                           | 0 – 0 | Argentinië |
|                                                     | goals |            |

### Vijfde ontmoeting
| Vriendschappelijk (Salvador, Brazilië, 25 juni 1972): |       |           |
| Argentinië                                            | 0 – 0 | Frankrijk |
|                                                       | goals |           |

### Zevende ontmoeting
| Vriendschappelijk (Buenos Aires, Argentinië, 26 juni 1977): |       |           |
| Argentinië                                                  | 0 – 0 | Frankrijk |
|                                                             | goals |           |

### Elfde ontmoeting
| Vriendschappelijk (Marseille, Frankrijk, 11 februari 2009): |       |                                      |
| Frankrijk                                                   | 0 – 2 | Argentinië                           |
|                                                             | goals | 41' Jonas Gutiérrez 83' Lionel Messi |

### Twaalfde ontmoeting
| Achtste finale WK 2018 (Kazan, Rusland, 30 juni 2018): |              | |
| Frankrijk | 4 – 3        | Argentinië |
| Antoine Griezmann 13' (pen.) Benjamin Pavard 57' Kylian Mbappé 64' Kylian Mbappé 68'                                                                                               | goals        | 41' Ángel Di María 48' Gabriel Mercado 90+3' Sergio Agüero |
| Didier Deschamps | bondscoach   | Jorge Sampaoli |
| Hugo Lloris Benjamin Pavard Raphaël Varane Samuel Umtiti Lucas Hernández Paul Pogba N'Golo Kanté Blaise Matuidi 75' Antoine Griezmann 83' Olivier Giroud Kylian Mbappé 88'         | opstellingen | Franco Armani Gabriel Mercado 46' Marcos Rojo Nicolás Otamendi Nicolás Tagliafico Éver Banega Ángel Di María Javier Mascherano 66' Enzo Pérez Lionel Messi 75' Cristian Pavón |
| Corentin Tolisso 75' Nabil Fekir 83' Florian Thauvin 88' | wissels      | 46' Federico Fazio 66' Kun Agüero 75' Maximiliano Meza |
| Blaise Matuidi 72' Benjamin Pavard 73' Olivier Giroud 90' | gele kaarten | 11' Marcos Rojo 19' Nicolás Tagliafico 43' Javier Mascherano 50' Éver Banega 90' Nicolás Otamendi                                                                             |
| - Laatste interland van Javier Mascherano voor Argentinië. Hij kondigt na afloop zijn afscheid aan van de nationale ploeg en is met 147 interlands Argentijns recordinternational. |              | |

AUF · A-internationals · Selecties · Bondscoaches · Argentijns vrouwenelftal · Olympisch elftal · Argentinië U21 · Argentinië U20 · Argentinië U19 · Argentinië U18 · Argentinië U17
1900 – 1909 ·
1910 – 1919 ·
1920 – 1929 ·
1930 – 1939 ·
1940 – 1949 ·
1950 – 1959 ·
1960 – 1969 ·
1970 – 1979 ·
1980 – 1989 ·
1990 – 1999 ·
2000 – 2009 ·
2010 – 2019 ·
2020 − 2029
WK 1930 · 
WK 1934 · 
WK 1958 · 
WK 1962 · 
WK 1966 · 
WK 1974 · 
WK 1978 · 
WK 1982 · 
WK 1986 · 
WK 1990 · 
WK 1994 · 
WK 1998 · 
WK 2002 · 
WK 2006 · 
WK 2010 · 
WK 2014 · 
WK 2018 ·
WK 2022
OS 1928 · 
OS 1988 · 
OS 1996 · 
OS 2004 · 
OS 2008 · 
OS 2016 · 
OS 2020
1902 · 
1903 · 
1904 · 
1905 · 
1906 · 
1907 · 
1908 · 
1909 ·
1910 · 
1911 · 
1912 · 
1913 · 
1914 · 
1915 · 
1916 · 
1917 · 
1918 · 
1919 ·
1920 · 
1921 · 
1922 · 
1923 · 
1924 · 
1925 · 
1926 · 
1927 · 
1928 · 
1929 ·
1930 · 
1931 · 
1932 · 
1933 · 
1934 · 
1935 · 
1936 · 
1937 · 
1938 · 
1939 ·
1940 · 
1941 · 
1942 · 
1943 · 
1944 · 
1945 · 
1946 · 
1947 · 
1948 · 1949 · 
1950 · 
1951 · 
1952 · 
1953 · 
1954 · 
1955 · 
1956 · 
1957 · 
1958 · 
1959 ·
1960 · 
1961 · 
1962 · 
1963 · 
1964 · 
1965 · 
1966 · 
1967 · 
1968 · 
1969 ·
1970 · 
1971 · 
1972 · 
1973 · 
1974 · 
1975 · 
1976 · 
1977 · 
1978 · 
1979 ·
1980 · 
1981 · 
1982 · 
1983 · 
1984 · 
1985 · 
1986 · 
1987 · 
1988 · 
1989 ·
1990 ·
1991 · 
1992 · 
1993 · 
1994 · 
1995 · 
1996 · 
1997 · 
1998 · 
1999 · 
2000 · 
2001 · 
2002 · 
2003 · 
2004 · 
2005 · 
2006 · 
2007 · 
2008 · 
2009 · 
2010 · 
2011 · 
2012 · 
2013 · 
2014 ·
2015 ·
2016 ·
2017 ·
2018 ·
2019 ·
2020 ·
2021 ·
2022 ·
2023
Albanië ·
Algerije ·
Angola ·
Australië ·
België ·
Bolivia ·
Bosnië en Herzegovina · 
Brazilië ·
Bulgarije ·
Canada ·
Chili ·
China ·
Colombia ·
Costa Rica · 
Curaçao ·
Denemarken ·
DDR ·
Duitsland ·
Ecuador ·
Egypte ·
El Salvador ·
Engeland ·
Estland ·
Frankrijk ·
Ghana ·
Griekenland ·
Guatemala ·
Haïti ·
Honduras ·
Hongarije ·
Hongkong ·
Ierland ·
IJsland ·
India ·
Indonesië ·
Irak ·
Iran ·
Israël ·
Italië ·
Ivoorkust ·
Jamaica ·
Japan ·
Joegoslavië ·
Kameroen ·
Kroatië ·
Libië ·
Litouwen · 
Marokko ·
Mexico ·
Nederland ·
Nicaragua ·
Nigeria ·
Noord-Ierland ·
Noorwegen ·
Oostenrijk ·
Panama ·
Paraguay ·
Peru ·
Polen ·
Portugal · 
Qatar ·
Roemenië ·
Rusland · 
Saoedi-Arabië · 
Schotland ·
Servië en Montenegro ·
Singapore ·
Slovenië ·
Slowakije ·
Sovjet-Unie ·
Spanje ·
Trinidad en Tobago ·
Tsjecho-Slowakije ·
Tunesië ·
Uruguay ·
Venezuela ·
Verenigde Arabische Emiraten ·
Verenigde Staten ·
Wales ·
Wit-Rusland · 
Zuid-Afrika ·
Zuid-Korea ·
Zweden ·
Zwitserland
Australië (2022) ·
België (2014) ·
Bosnië en Herzegovina (2014) ·
Brazilië (1982) ·
Brazilië (2005) ·
Denemarken (1995) ·
Duitsland (2006) ·
Duitsland (2014) ·
Frankrijk (2018) ·
Frankrijk (2022) ·
IJsland (2018) ·
Iran (2014) ·
Italië (1982) ·
Ivoorkust (2006) ·
Kroatië (2018) ·
Kroatië (2022) ·
Mexico (2006) ·
Nederland (1978) ·
Nederland (2006) ·
Nederland (2014) ·
Nederland (2022) ·
Nigeria (2010) ·
Nigeria (2014) ·
Nigeria (2018) ·
Saoedi-Arabië (1992) ·
Saoedi-Arabië (2022) · 
Servië en Montenegro (2006) ·
West-Duitsland (1986) · West-Duitsland (1990) ·
Zwitserland (2014)
FFF · A-internationals · Selecties · Bondscoaches · Frans vrouwenelftal · Olympisch elftal · Frankrijk U21 · Frankrijk U20 · Frankrijk U19 · Frankrijk U18 · Frankrijk U17 · Frankrijk U16 · Vrouwen U17
1904 – 1919 ·
1920 – 1929 ·
1930 – 1939 ·
1940 – 1949 ·
1950 – 1959 ·
1960 – 1969 ·
1970 – 1979 ·
1980 – 1989 ·
1990 – 1999 ·
2000 – 2009 ·
2010 – 2019 ·
2020 – 2029
EK's: 1984 · 
1992 · 
1996 · 
2000 · 
2004 · 
2008 · 
2012 · 
2016 · 
2020 · 
2024
WK's: 1930 · 
1934 · 
1938 · 
1954 · 
1958 · 
1966 · 
1978 · 
1982 · 
1986 · 
1998 · 
2002 · 
2006 · 
2010 · 
2014 · 
2018 · 
2022
OS: 1900 · 
1908 · 
1920 · 
1924 · 
1948 · 
1952 · 
1960 · 
1968 · 
1976 · 
1984 · 
1996 · 
2020
1904 · 
1905 · 
1906 · 
1907 · 
1908 · 
1909 · 
1910 · 
1911 · 
1912 · 
1913 · 
1914 · 
1915 · 1916 · 1917 · 1918 · 
1919 · 
1920 · 
1921 · 
1922 · 
1923 · 
1924 · 
1925 · 
1926 · 
1927 · 
1928 · 
1929 · 
1930 · 
1931 · 
1932 · 
1933 · 
1934 · 
1935 · 
1936 · 
1937 · 
1938 · 
1939 · 
1940 · 1941  · 
1942 · 
1943 · 1944  · 
1945 · 
1946 · 
1947 · 
1948 · 
1949 · 
1950 · 
1951 · 
1952 · 
1953 · 
1954 · 
1955 · 
1956 · 
1957 · 
1958 · 
1959 ·
1960 · 
1961 · 
1962 · 
1963 · 
1964 · 
1965 · 
1966 · 
1967 · 
1968 · 
1969 ·
1970 · 
1971 · 
1972 · 
1973 · 
1974 · 
1975 · 
1976 · 
1977 · 
1978 · 
1979 ·
1980 · 
1981 · 
1982 · 
1983 · 
1984 · 
1985 · 
1986 · 
1987 · 
1988 · 
1989 · 
1990 · 
1991 · 
1992 · 
1993 · 
1994 · 
1995 · 
1996 · 
1997 · 
1998 · 
1999 · 
2000 · 
2001 · 
2002 · 
2003 · 
2004 · 
2005 · 
2006 · 
2007 · 
2008 · 
2009 · 
2010 · 
2011 · 
2012 · 
2013 · 
2014 · 
2015 · 
2016 · 
2017 · 
2018 ·
2019 ·
2020 ·
2021 ·
2022 ·
2023
Albanië ·
Algerije ·
Andorra ·
Argentinië ·
Armenië ·
Australië ·
Azerbeidzjan ·
België ·
Bolivia ·
Bosnië en Herzegovina ·
Brazilië ·
Bulgarije ·
Canada ·
Chili ·
China ·
Colombia ·
Costa Rica ·
Cyprus ·
Denemarken ·
Duitse Democratische Republiek ·
Duitsland ·
Ecuador ·
Egypte ·
Engeland ·
Estland ·
Faeröer ·
Finland ·
Georgië ·
Gibraltar ·
Griekenland ·
Honduras ·
Hongarije ·
Ierland ·
IJsland ·
Iran ·
Israël ·
Italië ·
Ivoorkust ·
Jamaica ·
Japan ·
Joegoslavië ·
Kameroen ·
Kazachstan ·
Koeweit ·
Kroatië ·
Letland ·
Litouwen ·
Luxemburg ·
Malta ·
Marokko ·
Mexico ·
Moldavië ·
Nederland ·
Nieuw-Zeeland ·
Nigeria ·
Noord-Ierland ·
Noorwegen ·
Oekraïne ·
Oostenrijk ·
Paraguay ·
Peru · 
Polen ·
Portugal ·
Roemenië ·
Rusland ·
Saoedi-Arabië ·
Schotland ·
Senegal ·
Servië ·
Slovenië ·
Slowakije ·
Sovjet-Unie ·
Spanje ·
Togo ·
Tsjechië ·
Tsjecho-Slowakije ·
Tunesië ·
Turkije ·
Uruguay ·
Verenigde Staten ·
Wales ·
Wit-Rusland ·
Zuid-Afrika ·
Zuid-Korea ·
Zweden ·
Zwitserland
Albanië (2016) ·
Argentinië (2018) ·
Argentinië (2022) ·
Australië (2018) · 
België (1904) · 
België (2018) · 
Brazilië (1998) · 
Brazilië (2006) · 
Denemarken (2002) · 
Denemarken (2018) ·
Duitsland (2014) · 
Duitsland (2021) · 
Ecuador (2014) · 
Engeland (1982) · 
Engeland (2012) · 
Engeland (2022) ·
Honduras (2014) · 
Hongarije (2021) · 
Italië (2000) · 
Italië (2006) · 
Italië (2008) · 
Japan (2001) · 
Kameroen (2003) · 
Koeweit (1982) · 
Kroatië (2018) · 
Marokko (2022) ·
Mexico (2010) · 
Nederland (2008) · 
Nigeria (2014) ·
Noord-Ierland (1982) · 
Oekraïne (2012) · 
Oostenrijk (1982) · 
Peru (2018) · 
Polen (1982) · 
Polen (2022) ·
Portugal (2006) · 
Portugal (2016) ·
Portugal (2021) ·
Roemenië (2008) ·
Roemenië (2016) ·
Senegal (2002) · 
Spanje (1984) ·
Spanje (2006) ·
Spanje (2012) ·
Spanje (2021) ·
Togo (2006) ·
Tsjecho-Slowakije (1982) ·
Uruguay (2002) ·
Uruguay (2010) ·
Uruguay (2018) ·
Zuid-Afrika (2010) ·
Zuid-Korea (2006) ·
Zweden (2012) ·
Zwitserland (2006) ·
Zwitserland (2014) ·
Zwitserland (2016) ·
Zwitserland (2021)